# Woodfordia fruticosa
Woodfordia fruticosa là một loài thực vật có hoa trong họ Lythraceae. Loài này được (L.) Kurz miêu tả khoa học đầu tiên năm 1871.

## Hình ảnh

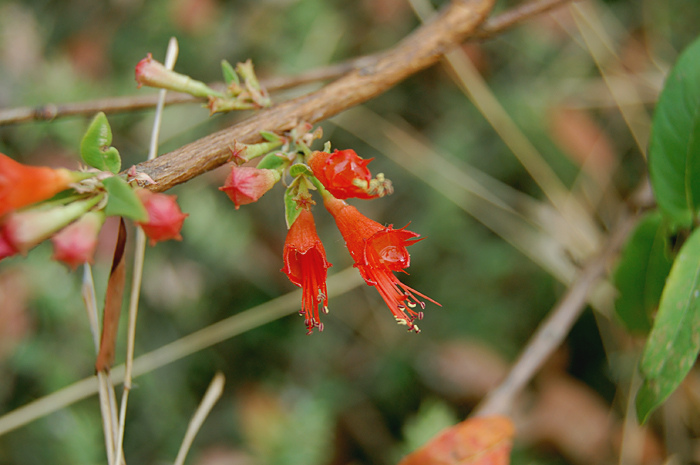
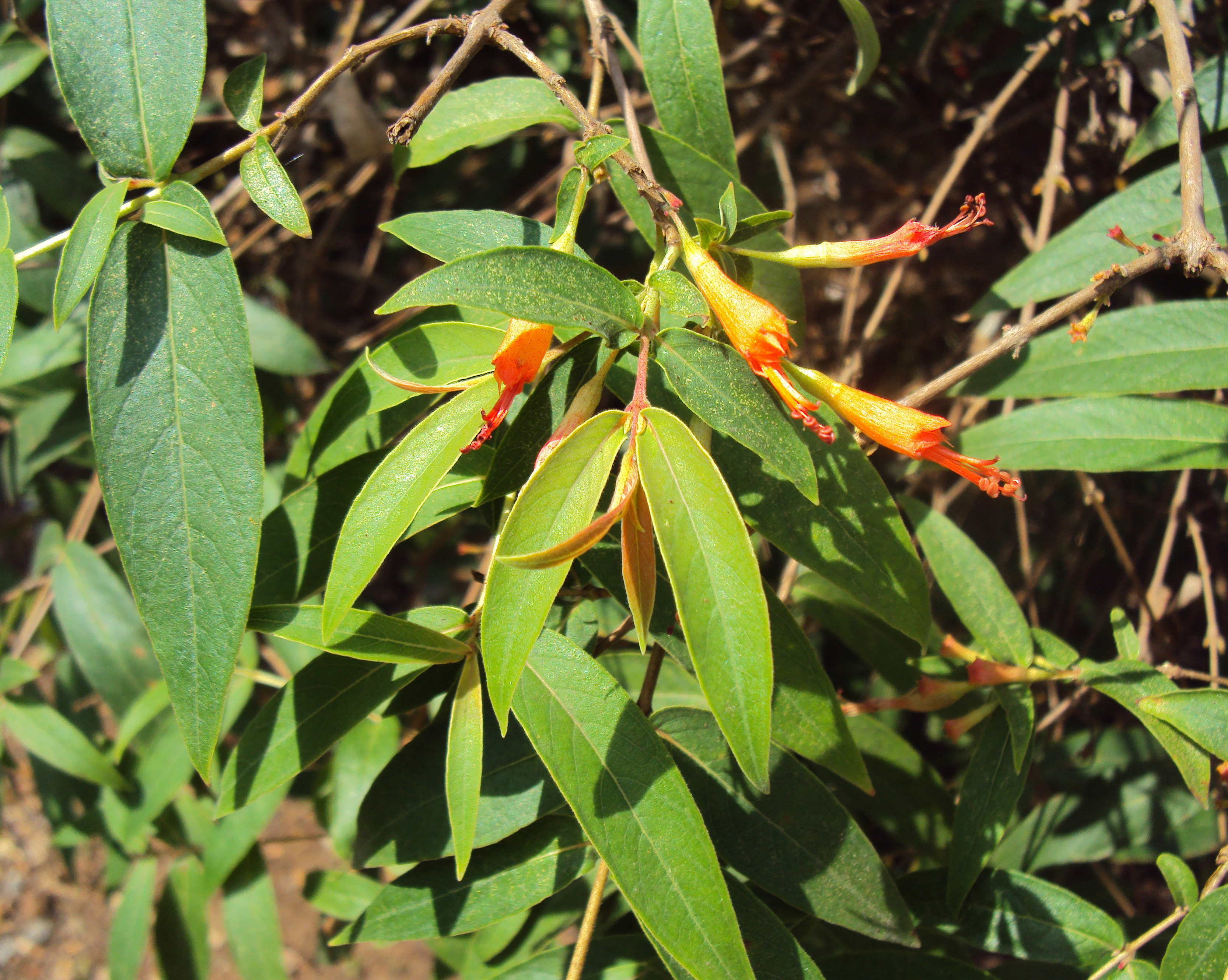